# Кухня Сьєрре-Леоне

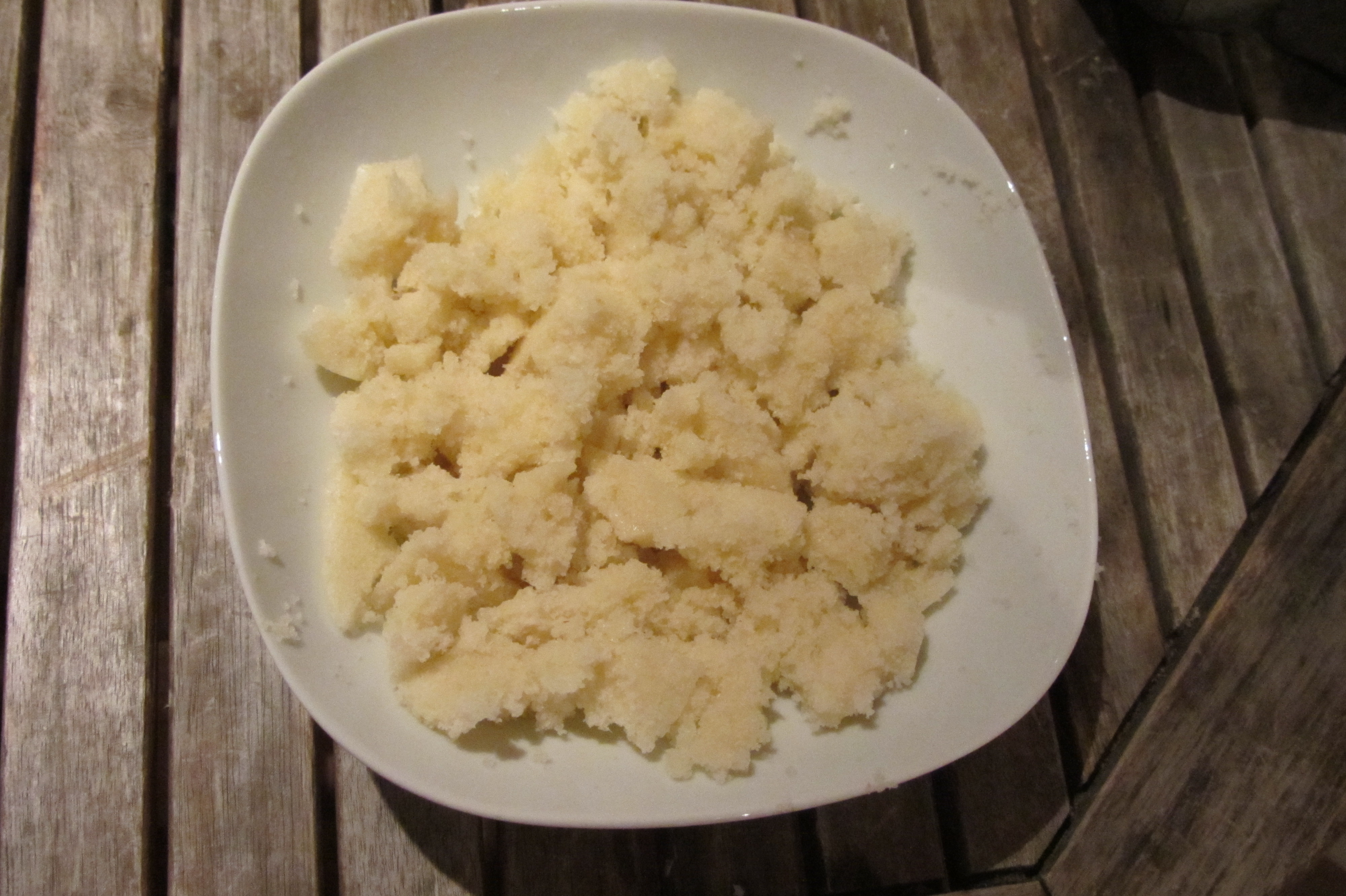
Ачеке нагадує кус-кус

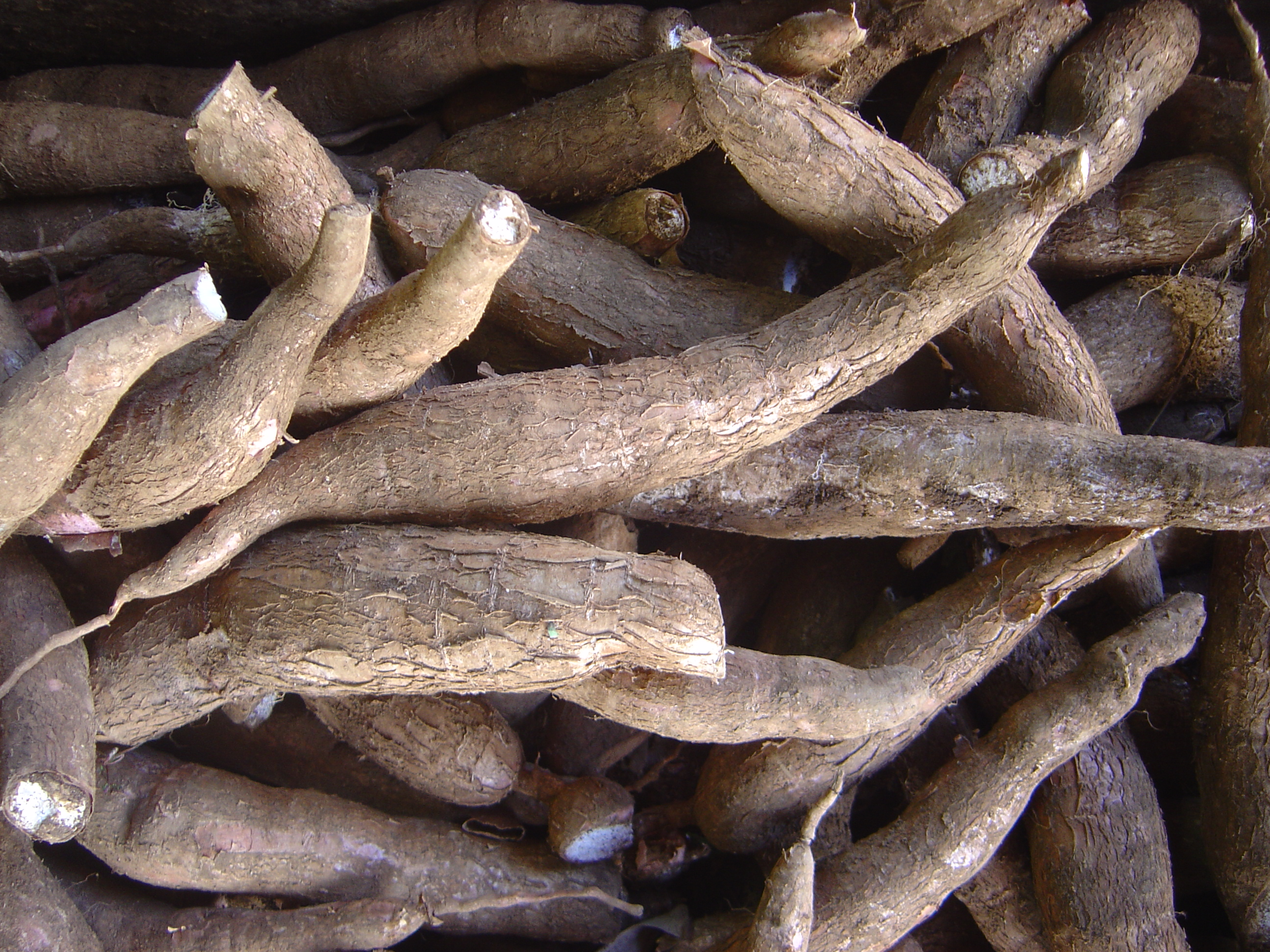
Корінь касави або маніоки

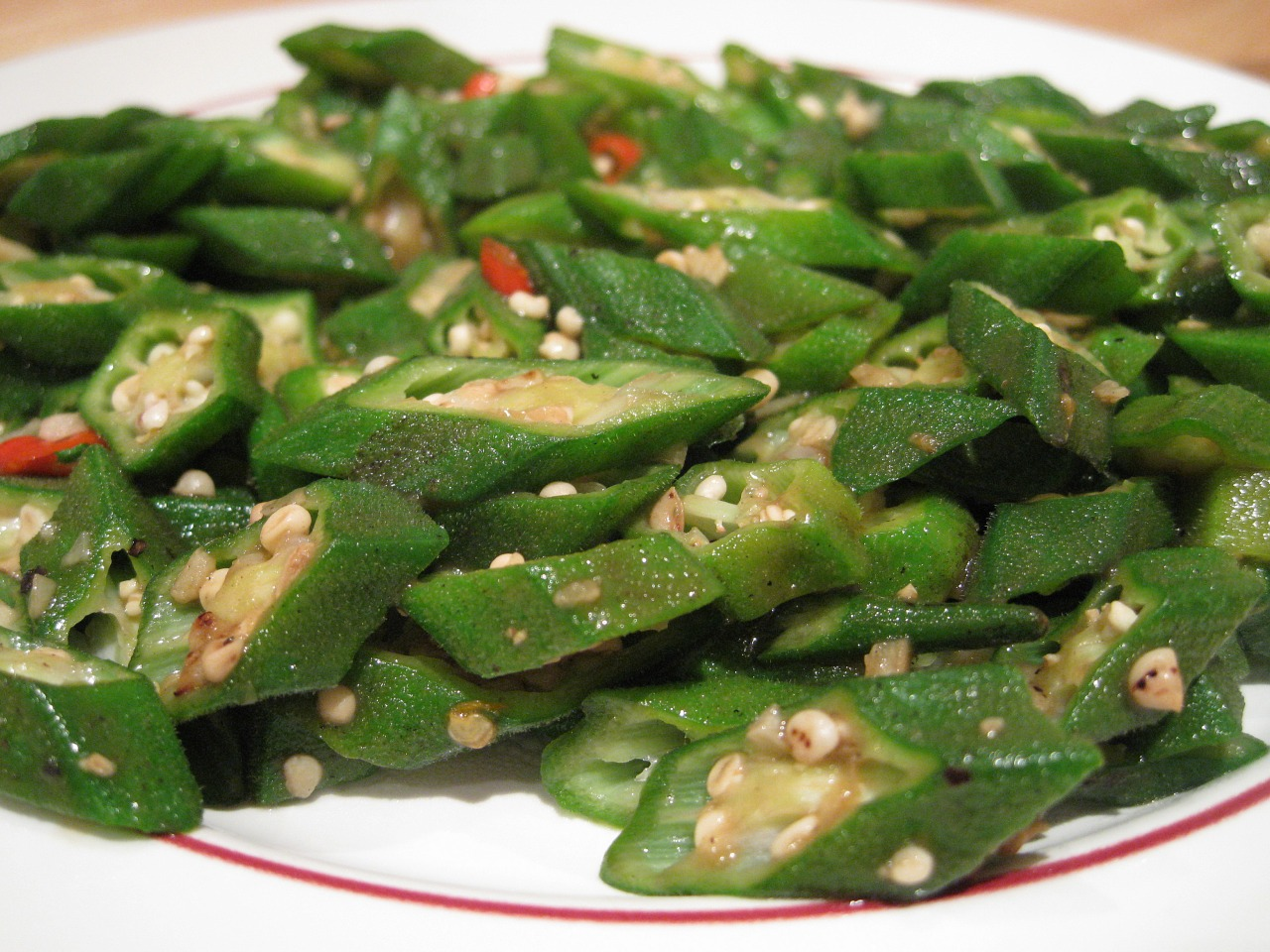
Обсмажена бамія або окра

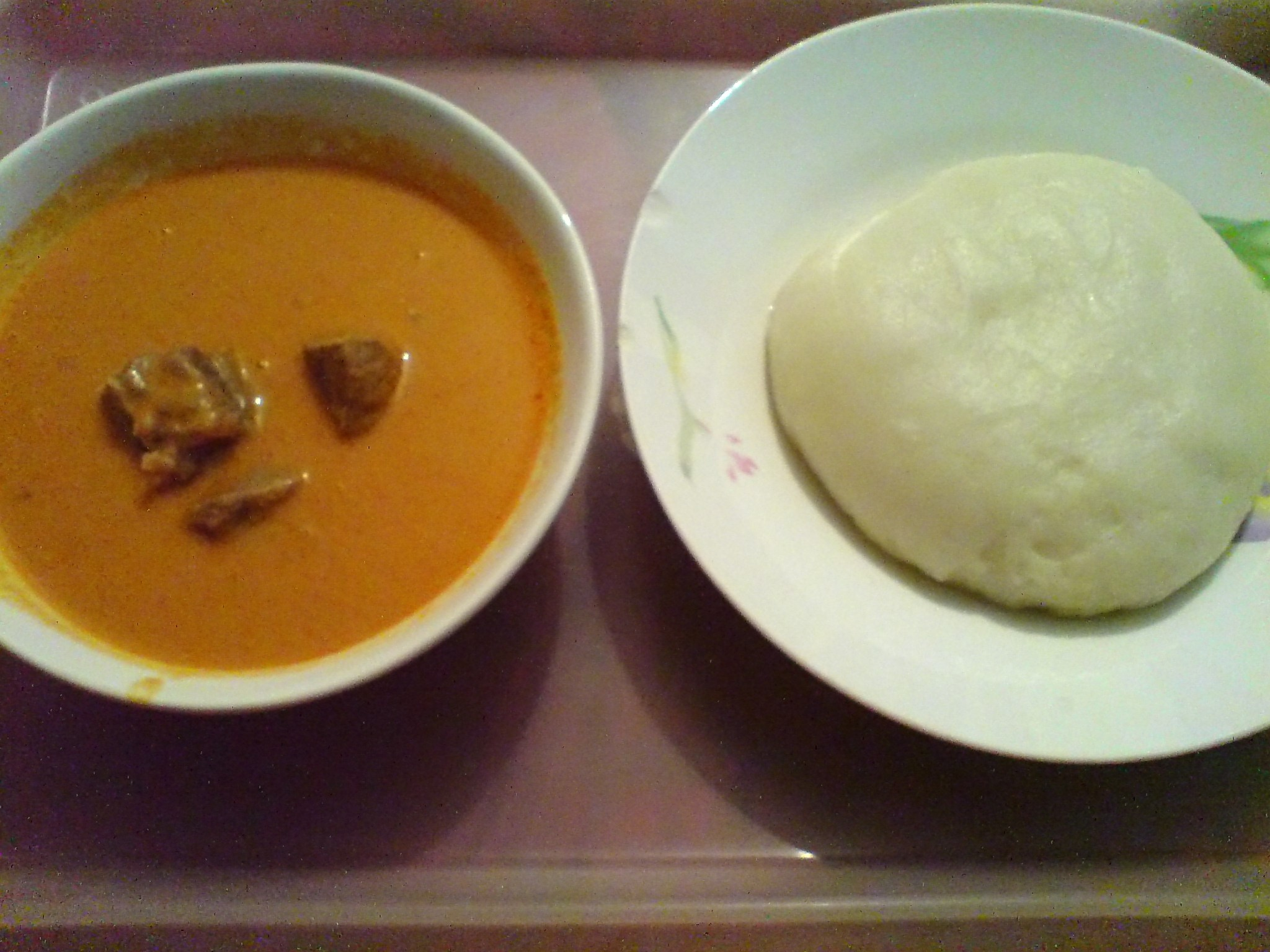
Фуфу та арахісовий суп

Кухня Сьєрре-Леоне складається з кулінарних традицій та звичаїв Сьєрра-Леоне і має багато спільного з іншими західноафриканськими національними кухнями. У країні налічується 16 племінних етносів .

## Огляд
Основною їжею в Сьєрра-Леоне є рис, який зазвичай подається під час кожного прийому їжі  і вважається настільки всюдисущим, що багато мешканців Сьєрра-Леоне вважають, що без нього прийом їжі неповноцінний. Ще одним популярним продуктом харчування є маніок, з якого роблять фуфу ; листя маніоку перетворюється на зелене рагу.
Пальмова олія та арахіс також широко вживаються в їжу, і хоча батат зустрічається в Сьєрра-Леоне, він не є основою раціону, як у інших частинах Західної Африки. Іншими основними продуктами харчування в Сьєрра-Леоне є банани, кориця, кокос, імбир, бамія і тамаринд.
Звичайним м'ясом є козлятина, курятина і яловичина, також є ряд страв, в яких як додатковий інгредієнт використовується свинина.
Апельсини, папая, лимони, авокадо, гуава, кавуни, манго і ананаси - фрукти, які зазвичай їдять мешканці Сьєрра-Леоне.
- Ачеке – страва готується з ферментованої м'якоті маніоку, яка була перетерта або гранульована. Також готують сушений ачеке, який схожий за текстурою на кускус.[1].
- Гаррі — це борошно зі свіжого крохмалистого кореня маніоку[1].

### Стью
Стью або рагу є невід'ємною частиною кухні Сьєрра-Леоне, а з листя маніоку називають національною стравою країни. . Стью  часто подають з рисом джоллоф, білим рисом або закусками, такими як плантан, акараже, батат або маніок. Арахісове рагу або арахісовий суп часто включають курку та овочі.

### Листя маніоку
Листя маніоку є важливим кулінарним інгредієнтом у Сьєрра-Леоне і вважаються основним продуктом харчування . При приготуванні найніжніші листя маніоку промивають, потім або дуже дрібно нарізають, або розтирають  у ступці, а потім дрібно шаткують перед приготуванням. Листя додають в соус палавер (різновид стью), який готується з червоної пальмової олії, змішаної з іншими інгредієнтами, такими як цибуля, перець, риба, м'ясо і овочі, для приготування рагу. Стью є фаворитом серед мешканців Сьєрра-Леоне як удома, так і за кордоном. Щоб надати страві вишуканіший смак, замість пальмової олії можна використовувати кокосову олію.

## Напої
Імбирне пиво зазвичай є домашнім безалкогольним напоєм, приготованим з чистого імбиру і підсолодженим цукром за смаком. Іноді для аромату додають гвоздику та сік лайму. .
- Star Beer (броварня Sierra Leone Brewery Limited)
- Пойо (пальмове вино) [10]